# Luiz Adelmo Budant
Luiz Adelmo Budant (Canoinhas, 10 de janeiro de 1932) é um médico e político brasileiro.
Filho de Júlio Budant Júnior e de Maria Nilda Cornelsen Budant. Casou com Neide Silvia Stulzer Budant.
Pelo Partido Democrático Social (PDS), em 1990, Foi candidato a deputado estadual para a Assembleia Legislativa de Santa Catarina pelo Partido Democrático Social (PDS) nas eleições de 1990, recebendo 11.128 votos, ficando na segunda suplência. Foi convocado e tomou posse na 12ª Legislatura (1991-1995), em 1992.